# Прољевак
Прољевак (горки дубачац, водени дубачац, гренкула, милица, мјесечник), лат. Gratiola officinalis, је вишегодишња зељаста биљка из породице зевалица (Scrophulariaceae).